# Louis Tinayre
Pour les articles homonymes, voir Tinayre.
Louis Tinayre, né le 14 mars 1861 à Neuilly-sur-Seine et mort le 26 septembre 1942 à Grosrouvre, est un illustrateur et peintre français.
Il a réalisé des panoramas et des dioramas de Madagascar et des peintures et dessins pour le prince Albert Ier de Monaco lors de ses campagnes scientifiques et voyages à travers le monde,notamment au Spitzberg, aux Açores et aux États-unis.

## Biographie

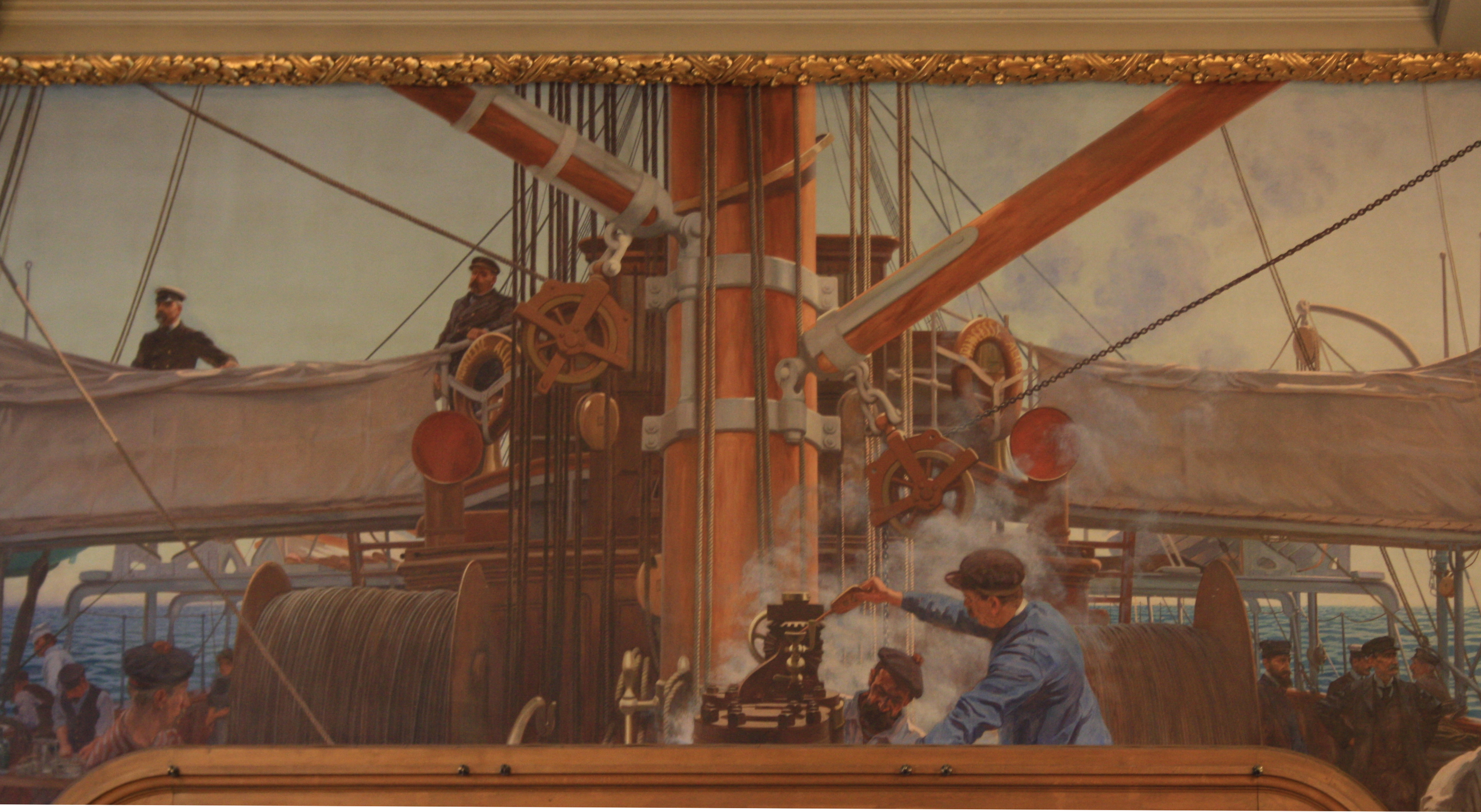
Louis Tinayre et Alexandre Jean-Baptiste Brun, peinture murale, grand amphithéâtre de l'Institut océanographique de Paris.

Louis Tinayre est né le 14 mars 1861 à Neuilly-sur-Seine,. Sa mère, Victoire Tinayre, est institutrice et membre de l'Association internationale des travailleurs.
Louis était le fils d'un couple de communards. Son père, Jean Joseph dit Jules Tinayre (Issoire 1821-Paris 1871) est fusillé pendant la Semaine sanglante. Sa mère, Victoire Tinayre, s'enfuit avec ses enfants. Louis est envoyé le premier en Hongrie, et le reste de la famille (dont son frère Julien) l'y rejoint par la suite. Il suit les Beaux-Arts à l'université hongroise des beaux-arts de Budapest.
Revenu à Paris en 1880 (après l'amnistie), Louis Tinayre fréquente assidument le Chat noir, y fait la connaissance des positivistes, et rencontre Adèle Jacomet (Buenos Aires 1867-1946), qu'il épouse en 1888.
Devenu peintre animalier et illustrateur de presse, il est envoyé par Monde illustré couvrir  seconde expédition de Madagascar (alors sous protectorat français), en 1895. Il reste sur place, fasciné, pendant six mois et produit de nombreux dessins et photographies. Rentré en France, il crée huit dioramas de 5 × 4 mètres présentés à l'Exposition nationale et coloniale de Rouen en 1896.
Il retourne à Madagascar en 1898 pour préparer la création d'un panorama géant représentant la reddition d'Antananarivo en 1895. Le pavillon malgache de l'Exposition universelle de 1900 à Paris permit d'admirer les dioramas (au rez-de-chaussée) et le panorama (au premier étage).
Lors de son second voyage, Tinayre emporte un cinématographe Lumière grâce auquel il documente la vie quotidienne des Malgaches, sans doute pour faciliter la conception du vaste panorama. Ces petits films ont été offerts à la Cinémathèque française en 2009 par son petit-fils, Alain Tinayre.
L'un des admirateurs des dessins, des aquarelles, des peintures et des photographies de Tinayre à l'Exposition universelle est Albert Ier de Monaco : à partir de 1901, Tinayre l'accompagne dans ses chasses dont il peint des scènes en Afrique du Nord, en Russie, dans le Far West (Wyoming) et au pôle Nord. Tinayre, peintre officiel des expéditions scientifiques du prince, a ainsi laissé son nom à un glacier.
Avec le peintre Alexandre Jean-Baptiste Brun, il réalise les quatre peintures murales du grand amphithéâtre de l'Institut océanographique de Paris. Louis Tinayre a peint les personnages tandis qu'Alexandre Brun représentait la mer et le gréement.
Louis Tinayre a fait don de ses tableaux à la ville d'Issoire en 1939.
Il meurt le 26 septembre 1942 à Grosrouvre,.
Ses peintures ont été exposées pour la première fois à titre posthume au musée du Ranquet à Clermont-Ferrand en 2006. Ses peintures du prince Albert Ier ont été exposées au musée de la Chasse et de la Nature à Paris du 30 mars 2016 au 24 juillet 2016. Une grande exposition rétrospective est organisée à Monaco du 15 juillet au 11 septembre 2022, salle du quai Antoine Ier, dans le cadre des commémorations du centenaire Albert Ier, réunissant une soixantaine d'œuvres de Tinayre appartenant au Musée océanographique, y compris le dessin utilisé pour illustrer l’autobiographie du Prince Albert Ier.
Le tableau La messe de Noël 1914 dans la carrière de Gonfrécourt est exposé au musée Saint-Léger, à Soissons.

## Œuvres
- Le Panorama de Madagascar, Exposition universelle de 1900[6],[7].

## Illustrations
- Jules Claretie, Le Prince Zilah lire en ligne sur Gallica.
- Paul d'Ivoi, La Capitaine Nilia.